# Gustav Jacobsthal

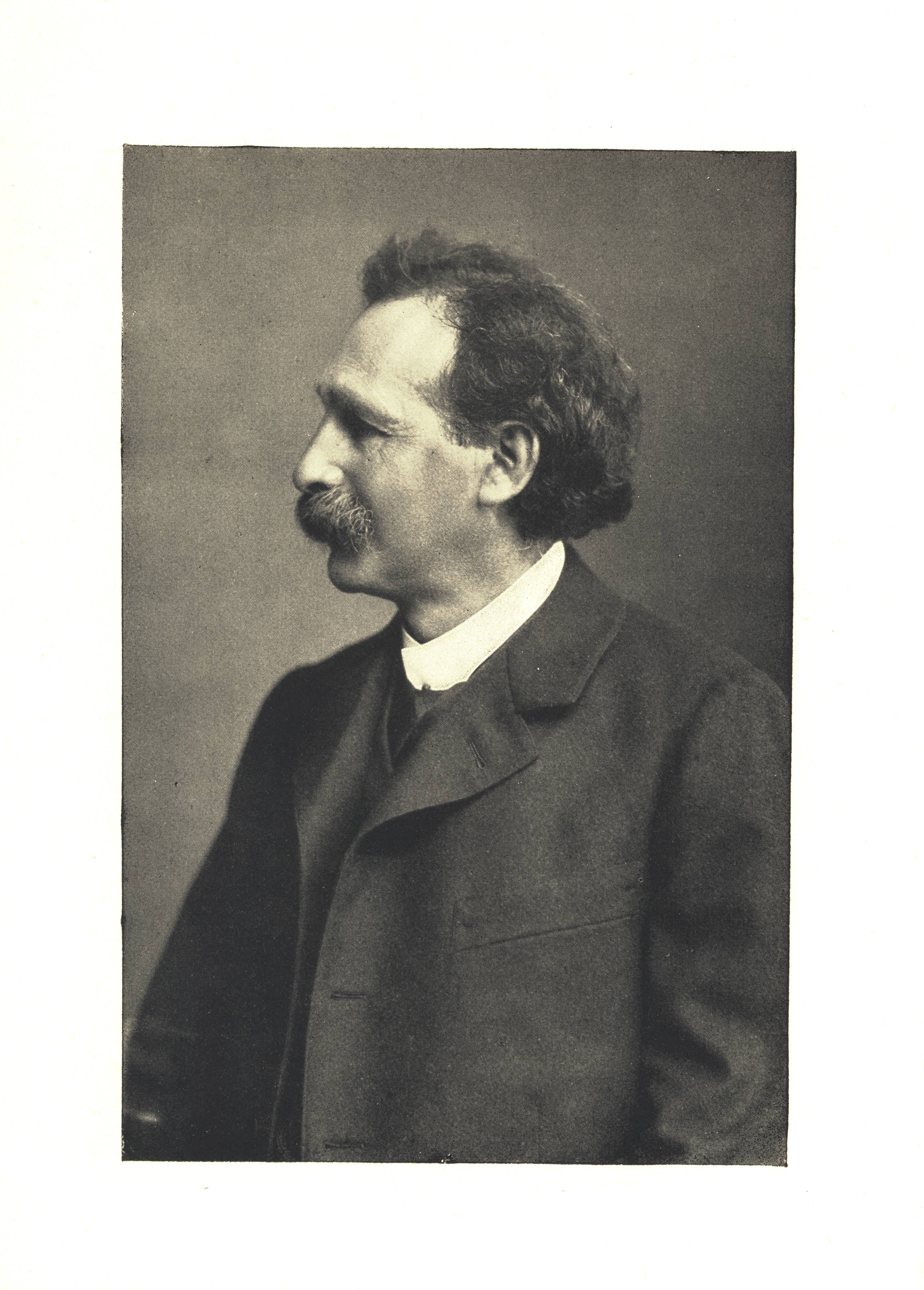
Gustav Jacobsthal

Gustav Jacobsthal (* 14. März 1845 in Pyritz; † 9. November 1912 in Berlin) war ein deutscher Musikwissenschaftler, Hochschullehrer, Chorleiter und Komponist. Er gehörte zu den Musikhistorikern, die im ausgehenden 19. Jahrhundert die Musik des Mittelalters wissenschaftlich erforschten und wieder zugänglich machten.

## Leben
Jacobsthal kam aus einer Pommerschen jüdischen Familie, besuchte bis zum Abitur das Marienstiftsgymnasium in Stettin und wurde dort von den Gymnasiallehrern Carl Loewe in Musik und Hermann Grassmann in Mathematik bevorzugt ausgebildet. Er studierte von 1863 bis 1870 in Berlin an der Friedrich-Wilhelms-Universität und privat Musik, Geschichte und Philosophie, u. a. Komposition und Chorleitung bei Heinrich Bellermann und Eduard Grell, dem damaligen Direktor der Sing-Akademie zu Berlin, sowie Klavier bei Carl Tausig. Unter dem Einfluss der Berliner Vokalschule betrachtete er zwar zunächst die Vokalpolyphonie des 16. Jahrhunderts als den absoluten Höhepunkt der Musikgeschichte, erforschte dann aber auch deren mittelalterliche Vorgeschichte sowie deren barocke und klassisch-romantische Nachgeschichte auf dem Gebiet der Oper und der Instrumentalmusik. 1870 wurde Jacobsthal mit einer Arbeit über die Mensuralnotation des 12. und 13. Jahrhunderts promoviert. Seine bei Philipp Jaffé erlernten historischen Forschungsmethoden (Paläografie, Chronologie, Diplomatik) ergänzte er 1871/72 am Institut für Österreichische Geschichtsforschung in Wien bei Theodor von Sickel. Hier schrieb er auch eine exemplarische Arbeit über die Musiktheorie des Hermann von Reichenau anhand der Wiener Handschriften, die er in Straßburg als Habilitationsschrift einreichte. In Wien schloss er auch eine prägende Freundschaft mit dem Germanisten Wilhelm Scherer.
1872 wurde er an der neu gegründeten Kaiser-Wilhelm-Universität Straßburg habilitiert und unterrichtete dort zunächst als Privatdozent für Geschichte und Theorie der Musik, 1875 als außerordentlicher, ab 1897 als einziger ordentlicher Professor für Musikwissenschaft im Deutschen Reich. Ein Ordinariat war damals für einen Gelehrten, der zwar dem Assimilationsdruck an die christlich-deutsche Mehrheitskultur weitgehend nachgegeben hatte, aber nie aus der Synagoge ausgetreten war, eine äußerst seltene Position. Er gründete und leitete bis 1898 den Akademischen Gesangverein an der Universität als Ausbildungsinstitut für Gesang und Musikpädagogik, zeitweilig hatte er auch die Leitung des Städt. Gesangvereins in Straßburg inne. 1883/84 unterbrach er seine Lehrtätigkeit zugunsten einer dringend erforderlichen Forschungsreise in europäische Bibliotheken zur Autopsie weiterer Originalhandschriften. Nachdem er in Berlin ein Memorandum über die Verbesserung des Musikstudiums an deutschen Universitäten, in dem er seine Erfahrungen an der Straßburger Universität zusammenfasste und Vorschläge für eine Vereinigung praktischer und theoretischer Musikausbildung unterbreitete, beim preußischen Kultusministerium eingereicht hatte, führte ihn seine Forschungsreise zunächst nach Italien, und zwar in die Bibliotheken von Rom, Florenz, Bologna und Modena, dann nach Paris, London und Oxford. 1905 wurde Jacobsthal wegen Überarbeitung früh-emeritiert. Zu seinen Schülern zählten u. a. Albert Schweitzer, Peter Wagner, Friedrich Ludwig und Franz Xaver Mathias (Straßburger Domorganist und Choralforscher). Spuren von Jacobsthals Bach-Seminaren sind in dem Bach-Buch Schweitzers erkennbar. Wagner war Jacobsthals einziger Doktorand und arbeitete bei ihm über die weltlichen Madrigale Palestrinas. Da der Straßburger Lehrstuhl für Musikwissenschaft nach Jacosbthals Emeritierung abgeschafft (bzw. nach Berlin verlegt) worden war, wurde die Musikwissenschaft nach 1905 in Straßburg von Ludwig zunächst als Privatdozent vertreten. Wagner und Ludwig gingen, unter zum Teil fragwürdiger Berufung auf die Autorität ihres Lehrers, eigene Wege, die mit dem Wissenschaftsethos Jacobsthals unvereinbar waren. Was die Interpretation der vokalen Polyphonie des 13. Jahrhunderts betrifft, so ergeben sich Übereinstimmungen seiner Forschungsergebnisse anhand des Codex Montpellier mit denen von Yvonne Rokseth, die von 1937 bis 1948 einen Straßburger Lehrstuhl für Musikwissenschaft innehatte.
Jacobsthal, der sich von den Folgen einer bakteriellen Infektion und seiner Überanstrengung auch nach der Emeritierung nicht mehr erholen konnte und 1912 in Berlin starb, liegt auf dem Jüdischen Friedhof in Berlin-Weißensee begraben.
Der Nachlass liegt in der Musikabteilung der Staatsbibliothek zu Berlin und enthält umfangreiches Vorlesungs- und Studienmaterial, das seit 2000 erschlossen wird.
Register von "Mus. Nachl. G. Jacobsthal": A: Buchmanuskripte; B: Vorlesungsskizzen (frühes Mittelalter bis Beethoven); C: Studien und Notizen, Kollationen und Kommentierungen mittelalterlicher Traktate; D: Abschriften, Übertragungen und Kommentierungen mittelalterlicher Codices; E: annotierte Ausgaben des Micrologus Guidonis und der Coussemaker Scriptores; F: Briefe.
In Jacobsthals Nachlass sollen sich auch 13 Fragmente einer Abschrift des 13. Jahrhunderts aus dem Pariser Notre-Dame-Repertoire befunden haben, die er für die Straßburger Bibliothek erworben hätte und die später der Berliner Musikprofessor und Bibliothekar Johannes Wolf in seine Bestände überführt hätte, die erst 1993 wieder aufgefunden wurden (Signatur 55 MS 14). Sie fungierten vormals als Bucheinbände und mussten erst herauspräpariert werden. Sie waren Teil eines größeren mittelalterlichen Handschriften-Konvoluts, das noch 16 weitere, gleichartige Fragmente aus anderen Lagen des Kodex umfasste, die heute unter der Signatur Cod. gall. 42 in der Bayerischen Staatsbibliothek in München konserviert werden, aber von ihr bereits im Jahr 1873 erworben wurden. Die Zuweisung zu Jacobsthals Nachlass ist äußerst zweifelhaft.

## Werk
Jacobsthal verfolgte eine Einheit von historischer Forschung, Musiktheorie und Komposition. Sein musikhistorisches Schaffen umfasst neben seiner mündlichen Lehre in Straßburg nur wenige, in langer Vorbereitung entstandene Arbeiten. In den Jahren 1877–79 unternahm er umfangreiche vorbereitende Arbeiten für einen Beitrag zur deutschen Liedforschung in Gestalt einer kommentierten Edition der Mondsee-Wiener Liederhandschrift mit Liedern des Mönchs von Salzburg, die er zusammen mit seinem befreundeten germanistischen Kollegen Wilhelm Scherer herausbringen wollte, aber letztlich nicht zustande kam. 1879/80 gab er mit Hilfe romanistischer Freunde die lateinisch-altfranzösischen Texte des Motettenkodex Montpellier H196 vollständig heraus. Sein geplantes Hauptwerk, die musikalische Analyse dieses Kodex als Exempel für die Stimmführungsmethoden in der frühen Mehrstimmigkeit, blieb ein Torso und konnte erst 2010 als Fragment publiziert werden. In seinem die Analyse der Mehrstimmigkeit vorbereitenden Werk Die chromatische Alteration im liturgischen Gesang der abendländischen Kirche (1897), konnte er einige bisher ungelöste Probleme der Melodiebildung im Choral lösen, darunter die Entzifferung der hufeisenförmigen Tonskalen aus dem mittelalterlichen Enchiridion. Eine weitere vorbereitende Arbeit über die weltliche Monodie der Trobadors und Trouvères, die er im Rahmen eines Auftrags, das Kapitel über die Musik der Romanen für Gröbers Enzyklopädie der romanischen Philologie zu schreiben, geben wollte, blieb ebenfalls Fragment und konnte auszugsweise erst 2003 veröffentlicht werden. Aber auch zur Vokalpolyphonie des 16. Jahrhunderts (Palestrinas weltliche Madrigale), zur Operngeschichte (sowohl Monteverdis L’Orfeo als auch Mozarts Kindheitsopern und Idomeneo) sowie zur Instrumentalmusik (Haydns, Mozarts und Beethovens Streichquartette; Carl Philipp Emanuel Bachs Württembergische Sonaten) hinterließ er zum Zeitgeist querstehende Analysen, die 2010 aus seinem in der Musikabteilung der Staatsbibliothek zu Berlin liegenden Nachlass publiziert werden konnten. Jacobsthal war Mitarbeiter für die Allgemeine musikalische Zeitung (AmZ) von 1871 bis 1874 und war in den 1880er Jahren als Rezensent für die Deutsche Litteraturzeitung (DLZ) tätig und für die Allgemeine Deutsche Biographie (ADB). Wissenschaftstheoretisch gesehen war Jacobsthal Empiriker und Skeptiker und verwahrte sich gegen voreilige Generalisierungen. Er verfocht methodisch die historische Gültigkeit mehrerer Varianten angesichts einer mannigfaltigen Tradition und kritisierte den subjektivistischen Avantgardismus der neudeutschen Schule.
Jacobsthals kompositorisches Schaffen umfasst überwiegend Chorwerke im epigonalen Stil der Berliner Vokalschule, komponiert anlässlich akademischer Gelegenheiten, aber auch ein Streichquartett und mehrere Klavierlieder (darunter Goethes Harfner- und Mignon-Lieder).

## Veröffentlichungen
- Die Mensuralnotenschrift des 12. und 13. Jahrhunderts, Dissertation, Berlin 1871; digitale-sammlungen.de
- Die Anfänge des mehrstimmigen Gesangs im Mittelalter. In: Allgemeine Musikzeitung, 1873, Band VIII, S. 625 ff.; Textarchiv – Internet Archive.
- Über die musikalische Bildung der Meistersänger. In: Zeitschrift für deutsches Altertum und deutsche Literatur, 1876, Band XX, S. 69 ff. Wieder abgedruckt in: Der deutsche Meistersang, Darmstadt 1967, S. 341–364 (Wege der Forschung, Band 148); JSTOR:20648531.
- Die Texte der Liederhandschrift von Montpellier H 196. Diplomatischer Abdruck in: Zeitschrift für romanische Philologie, 1879, Band III, S. 526 ff. und 1880, Band IV, S. 278 ff.; digizeitschriften.de
- Die chromatische Alteration im liturgischen Gesang der abendländischen Kirche. Berlin 1897, online: books.google.de.

Posthum:
- Intimste Absichten des Componisten durch allerhand Nebenrücksichten verdunkelt. Bruchstücke aus einer Mozart-Vorlesung (Straßburg im Sommer 1888). Aus dem handschriftlichen Nachlaß. Hrsg.: Peter Sühring. In: Programmheft Idomeneo der Salzburger Festspiele und des Festspielhauses Baden-Baden, Juni 2000, S. 70–72.
- Die Musiktheorie Hermanns von Reichenau. Mit einer Vorbemerkung herausgegeben von Peter Sühring. In: Musiktheorie, 2001, 16, S. 3–39; doi:10.25366/2021.03.
- Vorläufige Gedanken zur Verbesserung der musikalischen Zustände an den preußischen Universitäten. Memorandum an das preußische Kultusministerium 1883, sowie die Gutachten von Heinrich Bellermann und Philipp Spitta, mit einer Vorbemerkung herausgegeben von Peter Sühring. In: Jahrbuch des Staatlichen Instituts für Musikforschung, Stuttgart 2002, S. 295–322. Zusammen mit einem ideengeschichtlich-musikpädagogischen Kommentar; urn:nbn:de:bsz:14-qucosa2-390281.
- Übergänge und Umwege in der Musikgeschichte. Straßburger Vorlesungen und Studien: Codex Montpellier – Palestrina – Monteverdi – Emanuel Bach – Haydn – Mozart. Hrsg.: Peter Sühring. Olms-Verlag, Hildesheim 2010. Inhaltsverzeichnis. Deutsche Nationalbibliothek. Rezension.[1]
- Der Codex Montpellier. Beschreibung und Untersuchung. Hrsg.: Peter Sühring. urn:nbn:de:bsz:14-qucosa2-337475, doi:10.25366/2018.49.
- Die Opern aus Mozarts Kindheit. Vorlesungsskizzen, Straßburg 1888. Hrsg.: Peter Sühring. doi:10.25366/2019.02.
- Spörl-Liederbuch. Wien, k.k. Hofbibliothek, Ms. 2856. Fast integrale Abschrift der Mondsee-Wiener Liederhandschrift mit Anmerkungen zur Textkonstitution. staatsbibliothek-berlin.de